# Mexique aux Jeux olympiques d'été de 1988
Le Mexique aux Jeux olympiques d'été de 1988 a envoyé une délégation composée de 89 compétiteurs dans 19 disciplines sportives.

## Médaillés mexicains
- Bronze
  - Mario González - Boxe, poids mouches hommes
  - Jesús Mena - Plongeon, plateforme de 10 m